# Jon Morton Aase
Jon Morton Aase (* 1936, Wisconsin, USA) je americký morfolog (anatom).
Jde o experta na fetální alkoholický syndrom (FAS), nejčastější příčinu mentální retardace ve vyspělých zemích.

## Životopis
Pochází z Wisconsinu, vyrůstal v Kalifornii a v Alabamě. Medicínu vystudoval na Yaleově univerzitě
v New Havenu. Po ukončení studia pracoval na univerzitě v Minnesotě,
Washingtonu D. C. a jako vedoucí oddělení dysmorfologie v Albuquerque. Později pracoval také v Seattlu.
Věnoval se též studiu domorodého obyvatelstva na Aljašce. Jde o autora nebo spoluautora 45 prací o
dysmorfologii. Společně s Davidem W. Smithem popsal familiární syndrom deformit, tzv.
Aaseho-Smithův syndrom.